# Плинта
Флавий Плинта (на латински: Flavius Plinta) е политик на Източната Римска империя през началото на 5 век.

## Произход и кариера
Плинта е от готски произход и вероятно роднина с Аспар. Той е е арианин и баща на Армат.
През 418 г. става comes и потушава бунт в Палестина. През 419 г. е номиниран за консул (заедно с Флавий Монаксий) и magister militum praesentialis.
През 431 г. той поставя Сатурний в Марцианопол на владическия трон на мястото на несторианеца Доротей. Между 435 и 440 г. е посланик заедно с Флавий Дионисий при краля на хуните Ругила. След смъртта на Ругила той и Епиген са изпратени при Атила.